# Чемпионат Минас-Жерайса по футболу
Чемпионат Минас-Жерайса по футболу (порт.-браз. Campeonato Mineiro de Futebol) — чемпионат бразильского штата Минас-Жерайс по футболу. Лига Минейро проводится под эгидой Федерации Минейро по футболу (ФМФ) (порт.-браз. Federação Mineira de Futebol). Высший дивизион именуется Модуль I (порт.-браз. Campeonato Mineiro de Futebol do Módulo I), худшие команды по итогам первенства вылетают в Модуль II. Согласно рейтингу КБФ, на 2025 год чемпионат Минас-Жерайса занимает 4-е место по силе в Бразилии.

## История
Чемпионат Минас-Жерайса по силе в Бразилии согласно рейтингу КБФ уступает только чемпионатам штатов Сан-Паулу, Рио-де-Жанейро и Риу-Гранди-ду-Сул. Впрочем, неофициально чемпионат этого штата уступает по популярности ещё нескольким лигам Бразилии (Парана, Пернамбуку, Баия) из-за относительно низкого среднего уровня участников турнира, за исключением двух грандов — на протяжении всей истории в первенстве Минас-Жерайса выделились два ярко выраженных клуба-лидера: «Атлетико Минейро» и «Крузейро». Кроме того, в первые годы существования в чемпионате доминировала третья команда из Белу-Оризонти — «Америка», но в последующие годы она сдала свои позиции.
На футбольную авансцену клубы чемпионата Минас-Жерайса вышли в 1960-е годы — сначала «Крузейро» выигравший один из розыгрышей Кубка Бразилии, который в те годы фактически выполнял роль чемпионата Бразилии, а затем и «Атлетико Минейро», ставший первым чемпионом Серии A Бразилии в 1971 году. С тех пор два гранда штата входят в когорту сильнейших двенадцати клубов Бразилии.

## Значение слова «Минейро»
Слово «Минейро» означает принадлежность к штату Минас-Жерайс. Этим словом в Бразилии обозначают всё, что произведено в этом штате (прилагательное), а также людей — выходцев из этого штата (существительное). Самый яркий пример — полузащитник берлинской «Герты», победитель Кубка Либертадорес и клубного чемпионата мира 2005 года в составе «Сан-Паулу», участник чемпионата мира 2006 года в составе сборной Бразилии Минейро. Также есть нападающий Алекс Минейро.

## Чемпионы
- 1915 — Атлетико Минейро
- 1916 — Америка Минейро
- 1917 — Америка Минейро
- 1918 — Америка Минейро
- 1919 — Америка Минейро
- 1920 — Америка Минейро
- 1921 — Америка Минейро
- 1922 — Америка Минейро
- 1923 — Америка Минейро
- 1924 — Америка Минейро
- 1925 — Америка Минейро
- 1926 — Атлетико Минейро
- 1926 (II) — Палестра Италия [Крузейро]
- 1927 — Атлетико Минейро
- 1928 — Палестра Италия [Крузейро]
- 1929 — Палестра Италия [Крузейро]
- 1930 — Палестра Италия [Крузейро]
- 1931 — Атлетико Минейро
- 1932 — Атлетико Минейро
- 1932 (II) — Вила-Нова
- 1933 — Вила-Нова
- 1934 — Вила-Нова
- 1935 — Вила-Нова
- 1936 — Атлетико Минейро
- 1937 — Сидеруржика (Сабара́)
- 1938 — Атлетико Минейро
- 1939 — Атлетико Минейро
- 1940 — Палестра Италия [Крузейро]
- 1941 — Атлетико Минейро
- 1942 — Атлетико Минейро
- 1943 — Крузейро
- 1944 — Крузейро
- 1945 — Крузейро
- 1946 — Атлетико Минейро
- 1947 — Атлетико Минейро
- 1948 — Америка Минейро
- 1949 — Атлетико Минейро
- 1950 — Атлетико Минейро
- 1951 — Вила-Нова
- 1952 — Атлетико Минейро
- 1953 — Атлетико Минейро
- 1954 — Атлетико Минейро
- 1955 — Атлетико Минейро
- 1956 — Атлетико Минейро, Крузейро (совместно)
- 1957 — Америка Минейро
- 1958 — Атлетико Минейро
- 1959 — Крузейро
- 1960 — Крузейро
- 1961 — Крузейро
- 1962 — Атлетико Минейро
- 1963 — Атлетико Минейро
- 1964 — Сидерургика (Сабара)
- 1965 — Крузейро
- 1966 — Крузейро
- 1967 — Крузейро
- 1968 — Крузейро
- 1969 — Крузейро
- 1970 — Атлетико Минейро
- 1971 — Америка Минейро
- 1972 — Крузейро
- 1973 — Крузейро
- 1974 — Крузейро
- 1975 — Крузейро
- 1976 — Атлетико Минейро
- 1977 — Крузейро
- 1978 — Атлетико Минейро
- 1979 — Атлетико Минейро
- 1980 — Атлетико Минейро
- 1981 — Атлетико Минейро
- 1982 — Атлетико Минейро
- 1983 — Атлетико Минейро
- 1984 — Крузейро
- 1985 — Атлетико Минейро
- 1986 — Атлетико Минейро
- 1987 — Крузейро
- 1988 — Атлетико Минейро
- 1989 — Атлетико Минейро
- 1990 — Крузейро
- 1991 — Атлетико Минейро
- 1992 — Крузейро
- 1993 — Америка Минейро
- 1994 — Крузейро
- 1995 — Атлетико Минейро
- 1996 — Крузейро
- 1997 — Крузейро
- 1998 — Крузейро
- 1999 — Атлетико Минейро
- 2000 — Атлетико Минейро
- 2001 — Америка Минейро
- 2002 — АА Калденсе
- 2002 Экстра-чемпионат — Крузейро
- 2003 — Крузейро
- 2004 — Крузейро
- 2005 — Ипатинга
- 2006 — Крузейро
- 2007 — Атлетико Минейро
- 2008 — Крузейро
- 2009 — Крузейро
- 2010 — Атлетико Минейро
- 2011 — Крузейро
- 2012 — Атлетико Минейро
- 2013 — Атлетико Минейро
- 2014 — Крузейро
- 2015 — Атлетико Минейро
- 2016 — Америка Минейро
- 2017 — Атлетико Минейро
- 2018 — Крузейро
- 2019 — Крузейро
- 2020 — Атлетико Минейро
- 2021 — Атлетико Минейро
- 2022 — Атлетико Минейро
- 2023 — Атлетико Минейро
- 2024 — Атлетико Минейро

## Достижения клубов
1. Атлетико Минейро (Белу-Оризонти) — 49
2. Крузейро (Белу-Оризонти) — 39[1]
3. Америка Минейро (Белу-Оризонти) — 16
4. Вила-Нова (Нова-Лима) — 5
5. Сидеруржика (Сабара) — 2
6. Ипатинга (Ипатинга) — 1
7. Калденсе (Посус-ди-Калдас) — 1